# 하이드로뉴매틱 서스펜션

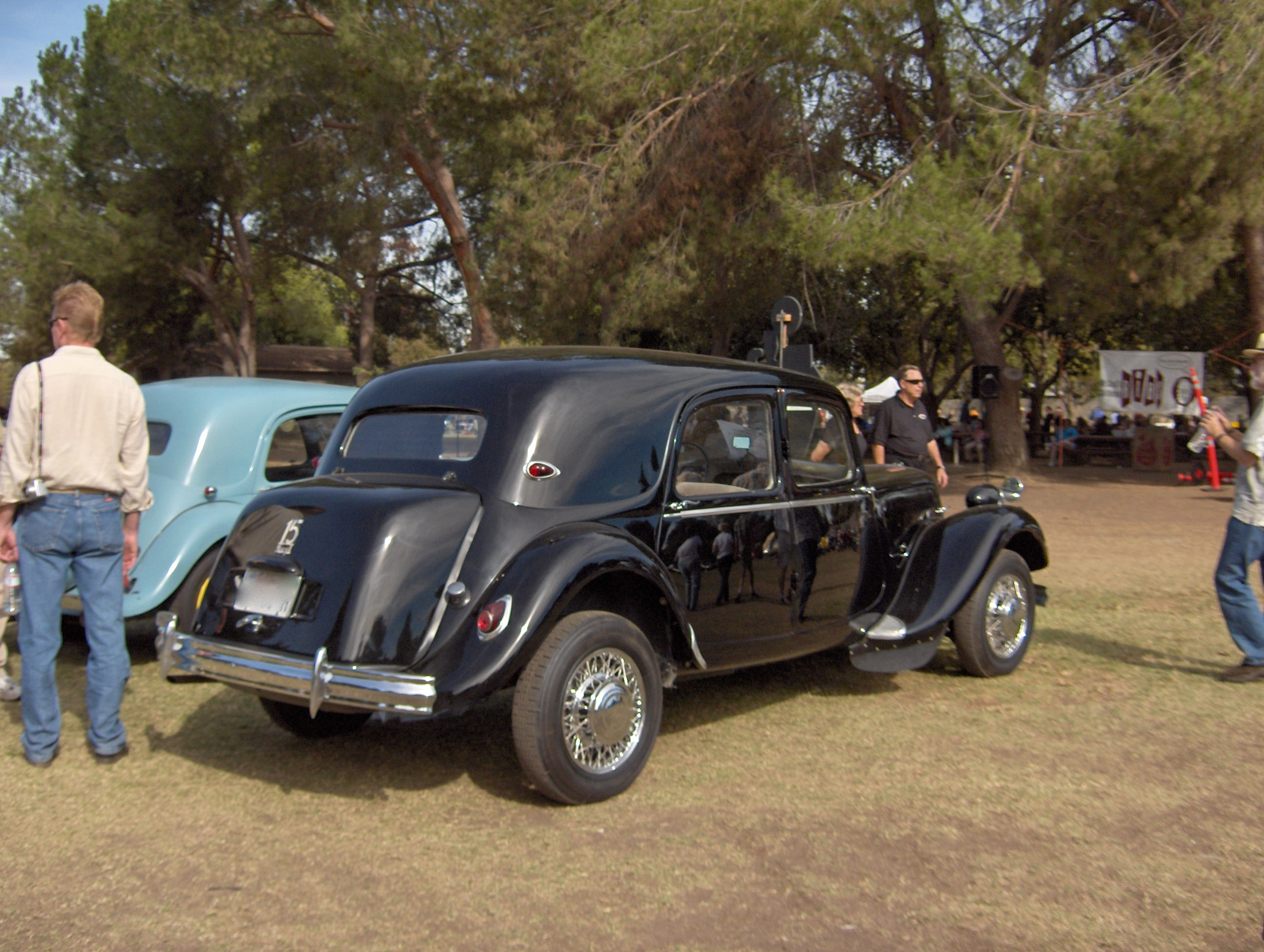
최초의 해당 서스펜션 장착 차량 중 하나인 시트로엥 트락숑 아방 15CVH. 전고를 높인 상태

하이드로뉴매틱 서스펜션 은 영국에서 개발되어 시트로엥이 차량용으로 최초 상용화한 서스펜션으로, 1950년대부터 승용차에 사용되어 왔고 반세기를 훌쩍 넘게 주로 푸조 시트로엥 계열 차량 위주로 사용되었다. 
이 서스펜션은 기존 챔버에 든 가스와 함께 브레이크액을 동시에 이용하여 에어 서스펜션에 가까운 충격보정을 하였으며 이러한 특성상 일정기간이 지나면 챔버에 가스가 다 빠지며 조악한 승차감이 되어버린다.
한국에서는 워낙 이쪽 계열 차량을 만날 기회가 없었고 잔티아와 XM이 삼환까뮤에서 수입하여 해당 차량을 만날수 있었으나 현재 워낙 오래된데다 유지관리용품 수급이 불능에 가까웠으며 에어서스펜션 탑재차량에 인지도가 묻혀 거의 찾아볼수 없는 수순에 가깝다.

지금은 푸조시트로엥 및 스텔란티스 측에서도 상당히 애물단지 취급을 받아 DS 오토모빌 출범 이후 사실상 특허로만 명맥을 유지하고 있으며 BYD에서도 일부 전기차종에 2010년대 적용을 위해 면허생산한 바 있으나 현재는 그쪽에서도 단종되며 완전히 묻혀버리고 말았다.